# Campionati mondiali di sci alpinismo 2002
I Campionati mondiali di sci alpinismo 2002 sono stati la 1ª edizione della competizione continentale di sci alpinismo. Si sono svolti dal 24 al 27 gennaio 2002 a Serre Chevalier, in Francia. 

## Podi

### Maschili
| Evento         | Oro                           | Argento                     | Bronzo                             |
| Individuale    | Stéphane Brosse               | Patrick Blanc               | Carlo Battel                       |
| Gara a squadre | Ivan Murada Graziano Boscacci | Tony Sbalbi Stéphane Brosse | Miroslav Leitner Peter Svätojánsky |
| Combinata      | Patrick Blanc                 | Stéphane Brosse             | Ivan Murada                        |

### Femminili
| Evento         | Oro                              | Argento                    | Bronzo                                |
| Individuale    | Gloriana Pellissier              | Valérie Ducognon           | Catherine Mabillard                   |
| Gara a squadre | Valérie Ducognon Delphine Oggeri | Corinne Favre Carole Toïgo | Nathalie Bourillon Véronique Lathuraz |
| Combinata      | Valérie Ducognon                 | Delphine Oggeri            | Gloriana Pellissier                   |

## Medagliere
| Posiz. | Nazione    | Oro | Argento | Bronzo | Totale |
| ------ | ---------- | --- | ------- | ------ | ------ |
| 1      | Francia    | 4   | 6       | 1      | 11     |
| 2      | Italia     | 2   | 0       | 3      | 5      |
| 3      | Slovacchia | 0   | 0       | 1      | 1      |
| 3      | Svizzera   | 0   | 0       | 1      | 1      |
| Totale | Totale     | 6   | 6       | 6      | 12     |